# سینگر اس‌ام۱۵۰۰

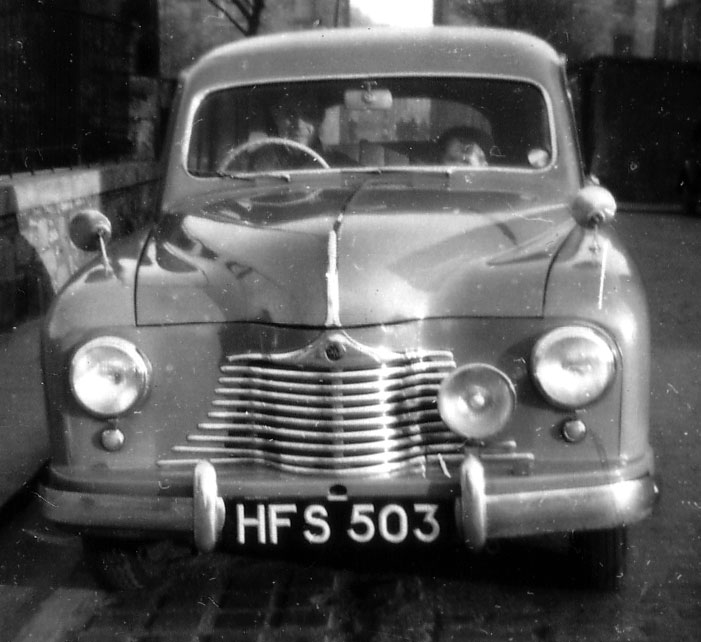

سینگر اس‌ام۱۵۰۰ (Singer SM1500) خودرویی است که در سال‌های ۱۹۴۸ تا ۱۹۵۶>۲۲،۱۵۴ producedتولید شده‌است. طول آن در حالت طبیعی ۱۷۶ اینچ (۴٬۴۷۰ میلیمتر) و عرض آن در حالت طبیعی ۶۳ اینچ (۱٬۶۰۰ میلیمتر) و ارتفاع آن در حالت طبیعی ۶۴ اینچ (۱٬۶۲۶ میلیمتر) است.
موتور آن ۱۵۰۶ سی‌سی سیستم جعبه‌دندهٔ آن ۴ دنده به صورت دستی است.